# カロロス・パプーリアス
カロロス・パプーリアス（ギリシア語: Κάρολος Παπούλιας, 1929年6月4日 - 2021年12月26日）は、ギリシャ共和国の政治家。2005年3月から2015年3月までの10年間、ギリシャの大統領を務めた。日本の報道ではパプリアスと表記されることが多い。

## 経歴
1929年6月4日にヤニナで生まれた。学生時代には陸上競技とバレーボールで優秀な成績を収めた。法学の学位をアテネ大学から、修士号をミラノ大学から、国際法の博士号をケルン大学から授与されている。母語のギリシャ語の他、ドイツ語、イタリア語、フランス語を話すことができる。
第二次世界大戦中にはギリシャを占領していたドイツ軍に対するレジスタンス運動に参加していた。ゲオルギオス・パパドプロスによる軍事政権時代には亡命先から民主化活動をおこなった。
全ギリシャ社会主義運動（PASOK）の創設者としてアンドレアス・パパンドレウの補佐役を務め、1977年に国会議員に選出されてからは幾度か大臣を務めた。
- 副外務大臣　　1981年10月21日 - 1984年2月8日
- 外務大臣代理　1984年2月8日 - 1985年6月5日, 1985年6月5日 - 1985年7月26日
- 外務大臣　　　1985年7月26日 - 1989年7月2日
- 国防大臣代理　1989年11月23日 - 1990年2月13日
- 外務大臣　　　1993年10月13日 - 1996年1月22日

1985年から全国スポーツ協会の会長を務めている。PASOK創設時から党の中央委員会のメンバーの一人である。
妻との間には3人の娘がいる。
2004年12月12日に新民主主義党の党首であるコスタス・カラマンリス首相とPASOK党首のゲオルギオス・パパンドレウはパプーリアスを大統領候補に指名した。翌年2月8日に議会の圧倒的多数の賛成をうけ大統領に選出された。2005年3月12日にギリシャ共和国大統領に就任し、2015年3月13日に退任した。
2021年12月26日、92歳で死去。